# 337 Devosa
Devosa (asteroide 337) é um asteroide da cintura principal com um diâmetro de 59,11 quilómetros, a 2,0526315 UA. Possui uma excentricidade de 0,13859367 e um período orbital de 1 343,54 dias (3,68 anos).
Devosa tem uma velocidade orbital média de 19,29484446 km/s e uma inclinação de 7,85050207º.
Este asteroide foi descoberto em 22 de Setembro de 1892 por Auguste Charlois.